# Честни измамници
„Честни измамници“ (на английски: Leverage) е американски драматичен сериал, който дебютира на 7 декември 2008 г. по TNT. Върти се около екип от петима професионални крадци, компютърни експерти и измамници, водени от Нейтън Форд, който използва уменията им за справедливи цели.
На 12 август 2011 г. е обявено, че сериалът е подновен за пети сезон. На 21 декември 2012 г. е прекратен, заради ниски рейтинги. Последният епизод, продуциран като вероятен край на сериала, е излъчен на 25 декември.
През 2021 г. започва нов сериал, озаглавен „Честни измамници: Обратно в играта“, в който се завръщат повечето актьори от оригиналния състав, а една от новите главни роли се изпълнява от Ноа Уайли.

## „Честни измамници“ в България
В България сериалът започва излъчване на 29 юли 2009 г. по Нова телевизия, всеки делник от 22:00. Първи сезон завършва на 14 август. Втори сезон започва на 28 юли 2010 г., всеки делник от 21:00 и приключва на 15 август, като два епизода остават неизлъчени.
На 25 ноември 2010 г. започва повторно излъчване по Диема, всеки делник от 21:00. Първи сезон приключва на 16 декември. Втори сезон започва на 17 декември и приключва на 13 януари 2011 г., като неизлъчените от Нова телевизия епизоди са излъчени премиерно съответно на 23 декември и 11 януари 2011 г.
На 4 юни 2015 г. започва повторно излъчване на първи сезон по Fox Crime, всеки делник от 21:05. След него е повторен и втори сезон, който завършва на 13 юли. На 14 юли започва премиерно трети сезон и приключва на 4 август. На 5 август започва четвърти сезон и завършва на 28 август. На 31 август започва пети сезон и последният епизод е излъчен на 18 септември.
От трети сезон дублажът е на Андарта Студио. Ролите се озвучават от артистите Ани Василева в първи и втори сезон, Даниела Йорданова в първи и втори, Гергана Стоянова от трети до пети, Даниела Сладунова от трети до дванайсети епизод на четвърти сезон, Петя Абаджиева от тринайсети епизод на същия сезон до края на сериала, Силви Стоицов, Николай Николов до шестнайсети епизод на четвърти сезон, Николай Върбанов от седемнайсети епизод на същия сезон до края на сериала, Димитър Иванчев в първи и втори сезон и Стефан Димитриев от трети до пети. От пети до осми епизод на четвърти сезон Гергана Стоянова е заместена от Ева Демирева.